# Drosophila phyale
Drosophila phyale är en tvåvingeart som beskrevs av Léonidas Tsacas 1981. Drosophila phyale ingår i släktet Drosophila och familjen daggflugor.
Artens utbredningsområde är Kamerun.